# Македонци
Македонци су јужнословенски народ који претежно живи у Северној Македонији, где чини око 64,2% становништва, док су у околним државама најбројнији у Србији, где их има око 23.000. У Грчкој је њихова национална лојалност подељена између грчке („Славофони Грци“) и македонске.
Као посебна национална заједница први пут у историји признати су на АВНОЈ-у 1943. године, званично у социјалистичкој Југославији од 1945. године, као један од пет равноправних народа.
Етнички Македонци су углавном православне вероисповести, али има мањи број муслимана и атеиста. Македонци муслиманске вероисповести су познатији под именом Торбеши.
Број Македонаца процењује се на око 2—2,2 милиона, од тога у Северној Македонији око 1.300.000.
Македонски језик припада јужнословенској групи индоевропске породице језика.

## Историја
Од средине 6. века па надаље долази до продора словенских племена према Византији, што ће изазвати бројне ратне сукобе с Византијом коју је у то време водио цар Јустинијан. Словенска племена крећу у први већи поход 550. године, и то како би освојила Солун. Словени подузимају нови поход 578. године, пробијајући се преко Тракије до Грчке. Јован Ефески у функцији архиепископа сведочи о бројном покрету словенских племена с циљем освајања Солуна, а у периоду од 581. до 584. регистровао је континуиране нападе. Словени се у својим походима на Византију често уједињују с аварским племенима, о чему поновно сведочи архиепископ Јован у својој збирци Чуда Светог Димитрија, описујући бројну словенско-аварску војску која опседа Солун. Анонимни аутор у другој збирци Чудеса Светог Димитрија 515./516. записао је називе словенских племена, тако да по први пут дознајемо да се ради о здруженим племенима: Драговити, Сагудати, Велегезити, Брсјаци и Берзити, који су се већ почели и насељавати у околини Солуна. Обједињавање племена у племенски савез с тенденцијом стварања државног устроја имао је на уму кнез Хацон, који, нажалост, није успео у својој идеји и скончао је приликом опсаде Солуна. Уследио је процес зближавања Словена и Солуњана, јер се бројне словенске породице полако инфилтрирају међу грчко становништво, успостављајући одређен вид суживота или се насељавају у околини Солуна. Захваљујући краљу Пребонду, Словени се боље организују, успостављају нови војни савез и надаље устрају у освајању Солуна. Притом треба схватити да се радило о вишегодишњем процесу, у којем су се између ратних догађања догађале бројне миграције, уз процес насељавања словенског становништва у окружење Солуна.
Чињеница је и историјска реалност да се македонска племена организују у склавиније, политичке, економске и војне савезе, што ће довести до коегзистенције и интеракције с античким Македонцима. Самим тим условити тезу, данас врло присутну у Македонији, да су данашњи Македонци следбеници и настављачи рода античких Македонаца мешани са огромном миграцијом Словена.
Словени насељавају углавном подручје јужне географске Македоније у 6. и 7. веку. На простору Македоније затекли су романизоване и хеленизоване староседеоце, потомци Дардана, Илира, Трачана, Пајонаца, античких Македонаца. Међу тим Словенима налазио се и један талас Срба, што је евидентно из имена града Сервије у Грчкој Македонији и средњовековне колоније Гордосервон, настале од колонизованих Словена из Повардарја. Познато је да међу тим Словенима налазио се и један талас Прабугара, посебно Кубера.
Од 9. века па све до 1282. године Македонија пада спорадично под бугарску и византијску власт, да би до 1392. године била под влашћу Срба.
Према званичној доктрини (која је важила у бившој Југославији и која и данас важи у Северној Македонији као и делом на факултетима, посебно правним, у Србији, Хрватској, Словенији и у неким другим државама као и од неких угледних светских професора као на пр. проф. др Виктор Фридман из САД) Македонска држава успостављена је у време цара Самуила у 10. веку, али су је уништили Византијци 1018, мада ни уједној другој држави ово гледиште није доминантно.
Теза да је Самуилово царство бугарска држава је подржана од стране готово свих светских историчара и савремених српских историчара као Срђан Пириватрић, који тврди: "Несумњив је бугарски карактер државе. Очигледан је у владарској институцији, преузетој од царства срушеног 971. године, исто тако и у црквеној, која је у поновном успостављању бугарског царства одиграла неопходну улогу. Поменуте су и две прабугарске институције, кавхан и ичиргу боила, које показују бугарску традицију и на нижим инстанцама од врховних, црквених и владарских. Најзад, и Битољски натпис показује да је цар Јован Владислав себе сматрао за Бугарина, а своје поданике за Бугаре."
СР Македонија је формирана 2. августа 1944. године на заседању АСНОМ-а у манастиру Св. Прохор Пчињски који се налази у Србији, а независност је као Република Македонија прогласила 8. септембра 1991. године.

## Етничко порекло
Антрополошки, Македонци поседују генетске лозе које претпостављају да представљају балканске праисторијске и историјске демографске процесе. Такве лозе се обично срећу и у другим Јужним Словенима, посебно Бугарима, Србима, Бошњацима, Црногорцима, али и Грцима и Румунима. Организована је студија која је упоредила све словенске нације и комбиновала све линије доказа, аутосомалну, мтДНК и и-ДНК, укључујући више од 6000 људи. Укупни подаци смјештају југоисточну групу (Бугаре и Македонце) у кластер заједно са Румунима, и они су у сличној близини Гагаузима, Црногорцима и Србима. Ова студија сама је израчунала генетичку удаљеност помоћу СНП података о вишеструким аутозомима и рангирана је највише проксимално за Македонце истом групом, тј. Бугарима, Србима, Црногорцима, Румунима, Гагаузима, затим македонским Грцима, итд.
Осим неких појединаца попут Ђорђија Пулевски, Теодосије Гологанов, Крсте Петков Мисирков, Димитрија Чуповски и тд., Македонци дуго времена нису имали јасно изграђену националну свест, имајући притом на уму да су преци данашњих Македонаца у етничком смислу вековима себе одређивали као припадници локалних племена, такође и као Бугари, а били су сматрани као такви од стране суседа, путописаца и хроничара. За "Македонске Словене" (како их сматра) географ балканолог Јован Цвијић пред Балканске ослободилачке ратове каже следећу констатацију. Они су "флотантна маса" која нема националне свести. Према Енциклопедија Британика, почетком 20. века македонски Бугари чинили су већину становништва у целом региону Македоније, кео и делом Отоманске империје. Током илинденског устанка и ВМРО, а и председника „Крушевске Републике“ — Никола Карев је рекао да су он и његови сарадници — Бугари. Питање као да ли је македонска нација заиста постојала ураним 1940-их, када је комунистичка Југославија одлучила да jе призна, је тешко одговорити. Неки посматрачи тврде, да чак и у овом тренутку је било сумњиво, да ли су Словени из Македоније сматрали себе, да су националност одвојена од Бугара. Након тога, како би избрисали преостала про-бугарска осећања, нове комунистичке власти су прогањали десничарске националисте са оптужбама за "про-бугарски шовинизам". Дакле, чак су и левичарски политичари били затворени и оптуживани да су про-бугарски оријентисани.
Према македонском историчару академику Ивану Катарџиеву македонска свест почела је масовно да расте после Првог светског рата, углавном у Србији и Грчкој, јер је тамо била спречена бугарска пропаганда.
Студија из 2019. показује да је генетски профил Македонаца сличан Србима и Бугарима.

## Национална култура
Македонце одликује богат фолклор, колоритне народне ношње, јак утицај оријента донет преко Отоманске Империје култура окренута Православљу са словенским паганским елементима и усмено предање, које сеже до најранијег доба словенског живота средњовековног Балкана. Код неких Македонаца постоји обичај крсне славе, док већина становништва слави имендане. Трибалитет је био изражен све до новијег доба (племена и регионалне поткултуре: Брсјаци, Мијаци, Кецкари, Поливани, Шопови, итд.).

## Несугласице око имена
Суштина спора је питање да ли једна држава може узети име шире географске области (у овом случају област Македонија), ако њена територија обухвата један њен мањи део (Вардарска Македонија) и да ли у том случају она исказује територијалне претензије ка суседним државама у којима се налазе преостали делови ове области (Периферије западна, средишња и источна Македонија у Грчкој које чине Егејску Македонију и Благоевградска област у Бугарској која чини Пиринску Македонију). Народ који данас насељава простор Северне Македоније је словенског порекла, али је његова етничка припадност и дан данас предмет спорења. Данас сами становници се већином називају и сматрају Македонцима, а свој језик македонским језиком. Народи који данас насељавају просторе Егејске Македоније и Пиринске не сматрају себе Македонцима у етничком смислу.
Крај спора око имена је објављен 12. јуна 2018. године када је македонски премијер Зоран Заев објавио да је договорено решење у виду преименовања државе у Република Северна Македонија, док би се држављанство називало македонско/држављанин Републике Северне Македоније, а језик македонски. Након тога је одржан референдум 30. септембра 2018. на ком је, и поред слабе излазности са 36,89% изашлих гласача, проглашено да ће се наставити са процесом преименовања пошто 94,18% од изашлих гласача су подржали идеју за улазак Македоније у Европској унији и НАТО са прихватањем Преспанског споразума. Македонски парламент (Собрање) 19. октобра 2018. и званично је усвојио одлуку о почетку уставних промена које су завршили 11. јануара 2019, а ступили су на снагу 12. фебруара, након што је грчки парламент ратификовао Преспанског уговора и протокол о чланству Северне Македоније у НАТО.

## Језик
Македонски језик спада у групу јужнословенских језика, а најсличнији је бугарском и српском језику.
У периоду између два светска рата, кад је територија данашње Северне Македоније била део Краљевине Југославије, језик македонских Словена је сматран јужним српским дијалектом. Бугари међутим сматрају њихов језик дијалектом или другом варијантом бугарског.
Без обзира на ове тврдње, савремена лингвистичка наука либералног типа стоји на становишту да је македонски посебан језик, који има највише сличности са бугарским, па затим српским, али се у извесним особинама и разликује од оба језика, тако да испуњава услове да буде сматран посебним језиком. Постоје и лингвистичке школе које га сматрају бугарским дијалектом, док је појава српског присвајања македонског језика ређа, мада се у овом случају потенцира сличност неких северних дијалеката са српским језиком. Према једној од теорија се развио из језика који се говорио у средњовековној Србији.

## Дијаспора
Изван Северне Македоније, етнички Македонци у значајнијем броју живе првенствено у суседним државама, односно у државама бивше Југославије. Најбројније заједнице етничких Македонаца у државама региона су: заједница етничких Македонаца у Србији и заједница етничких Македонаца у Босни и Херцеговини, као и заједница етничких Македонаца у Албанији. Изван региона, македонска етничка дијаспора је такође присутна у разним државама западне Европе и Северне Америке.